# Округ Хамилтон (Охајо)
Округ Хамилтон (енгл. Hamilton County) је округ у америчкој савезној држави Охајо.

## Демографија
По попису из 2010. године број становника је 802.374, што је 42.929 (-5,1%) становника мање него 2000. године.
| Група             | 2000.           | 2010.           |
| Белци             | 611.767 (72,4%) | 542.273 (67,6%) |
| Афроамериканци    | 198.061 (23,4%) | 205.952 (25,7%) |
| Азијати           | 13.602 (1,6%)   | 16.182 (2,0%)   |
| Хиспаноамериканци | 9.514 (1,1%)    | 20.607 (2,6%)   |
| Укупно            | 845.303         | 802.374         |